# Надлакская сельская община
Надлакская сельская община (укр. Надлацька сільська громада) — территориальная община в Голованевском районе Кировоградской области Украины.
Административный центр — село Надлак.
Население составляет 4320 человек. Площадь — 267,5 км².
В соответствии с распоряжением Кабинета Министров Украины от 12 июня 2020 года, в состав общины вошла территория Ивановского, Кальниболотского, Надлакского, Ольшанского и Покровского сельских советов упразднённого Новоархангельского района

## Населённые пункты
В состав общины входит 13 сёл:
- Надлак
- Кальниболотский старостинский округ:
  - Жевановка
  - Калиновка
  - Кальниболота
  - Кондратовка
  - Низовое
  - Приют
- Ольшанский старостинский округ:
  - Вукитичево
  - Ивановка
  - Ольшанка
  - Покровка
  - Тимофеевка
  - Шляховое